# Орел (рід)
Орел (Aquila) — рід хижих птахів родини яструбових (Accipitridae), підродини яструбиних (Accipitrinae) або орлиних (Aquilinae) (залежно від джерела класифікації), всі представники можуть називатися орлами, хоча зазвичай термін «орел» ширший. Орли не є природною групою, назва позначає будь-якого хижого птаха, достатньо великого для полювання на крупних (загальною довжиною близько 50 см) хребетних.
Найсильнішим та найбільшим представником цього роду є беркут. Він здатен нападати на малих оленів, лосів, великих та дрібних гризунів.

## Види
Рід включає близько 10 видів (систематика роду суперечлива), з яких в Україні зустрічаються перші 5 видів:
- Беркут (Aquila chrysaetos)
- Підорлик великий (Aquila clanga)
- Орел степовий (A. nipalensis)
- Підорлик малий (Aquila pomarina)
- Орел-могильник (Aquila heliaca)
- Орел-карлик яструбиний (Aquila fasciata)
- Орел австралійський (Aquila audax)
- Могильник іспанський (Aquila adalberti)
- Орел молуцький (Aquila gurneyi)
- Орел рудий (Aquila rapax)
- Орел кафрський (Aquila verreauxi)
- Орел білоголовий (Aquila wahlbergi)
- Aquila africanus (інколи відносять до роду Spizaetus)
- Aquila hastata (нерідко розглядають як підвид підорлика малого (Aquila pomarina)

## Розповсюдження
Поширені в Євразії, Африці та Північній Америці від лісотундри до пустель.